# CXCL9
CXCL9（英語：Chemokine (C-X-C motif) ligand 9）是一小分子的细胞因子属于CXC趋化因子家族，又被称作“干扰素伽玛诱导的单核细胞因子”（Monokine induced by gamma interferon, MIG）。CXCL9是T细胞趋化因子。干扰素伽玛诱导CXCL9的表达。人类的CXCL9与CXCL10，CXCL11的基因相邻聚集在第四染色体上。CXCL9，CXCL10, CXCL11结合趋化因子受体CXCR3而起其细胞趋化作用。